# Tabanus birmanioides
Tabanus birmanioides är en tvåvingeart som beskrevs av Xu 1979. Tabanus birmanioides ingår i släktet Tabanus och familjen bromsar. Inga underarter finns listade i Catalogue of Life.